# الکساندریا (نبراسکا)
الکساندریا(به انگلیسی: Alexandria) شهری در ایالت نبراسکا کشور ایالات متحده آمریکا است که جمعیت آن در سرشماری سال ۲۰۱۰ میلادی، ۱۷۷ نفر بوده‌است.